# Liste der Staatsoberhäupter von Angola

Wappen Angolas

Dies ist eine Liste der Staatsoberhäupter von Angola, das heißt aller angolanischer Präsidenten.

## Volksrepublik Angola
Präsidenten der Volksrepublik Angola (portugiesisch República Popular de Angola).
| Name                    | Personendaten    | Amtszeit                                |
| ----------------------- | ---------------- | --------------------------------------- |
| Agostinho Neto          | (* 1922, † 1979) | 11. November 1975 – 10. September 1979  |
| Lúcio Lara              | (* 1929, † 2016) | 11. September 1979 – 20. September 1979 |
| José Eduardo dos Santos | (* 1942, † 2022) | 21. September 1979 – 27. August 1992    |

## Republik Angola
Präsidenten der Republik Angola (portugiesisch República de Angola).
| Name                    | Personendaten    | Amtszeit                             |
| ----------------------- | ---------------- | ------------------------------------ |
| José Eduardo dos Santos | (* 1942, † 2022) | 27. August 1992 – 25. September 2017 |
| João Lourenço           | (* 1954)         | seit 26. September 2017              |